# المدرسة الأبرشية
تعد المدرسة الأبرشية مدرسة إبتدائية أو ثانوية خاصة وهي تابعة لمنظمة دينية مسيحية إذ تشمل مناهجها التعليم الديني المسيحي العام بالإضافة إلى المواد الدنيوية العلمية مثل العلوم والرياضيات والآداب اللغوية وتعود جذور كلمة أبرشية إلى«الأسقفية الأبرشية المسيحية» حيث تعد المدارس الأبرشية في الأصل الجناح التعليمي الأساسي لكنيسة الرعية المحلية وفي أغلب الأحيان يطلق على المدارس الأبرشية المسيحية «مدارس الكنيسة» أو «المدارس المسيحية» إلا أن مقاطعة أونتاريو الكندية تطلق عليها مسمىً مختلف ألا وهو «المدرسة المستقلة».
إلا أنه يجدر القول بأن ليس جميع المدارس مدارة من قِبل المنظمات المسيحية بل هناك أيضًا مدارس دينية تابعة لجماعات يهودية ومسلمة وطوائف دينية أخرى. ومع ذلك لا تسمى المدارس التي يشرف عليها جماعة غير مسيحية «بالأبرشية» بسبب إنتساب المصطلح التاريخي للأبرشيات المسيحية.

## المملكة المتحدة
ويعد التعليم البريطاني أحد الأنظمة التعليمية التي شكلت مدارسها الرعية من الكنيسة الرسمية أساس نظام التعليم الممول من الدولة كما تحتفظ العديد من المدارس بصلتها الوثيقة مع الكنيسة مع توفير التعليم الدنيوي أو العلمي بشكل أساسي وفقًا للمعايير التي وضعتها حكومة الدولة المعنية وغالبًا ما تكون هذه المدارس ابتدائية إذ يتم تسميتها باسم CE  أي (مدرسة مسَاعَدة أو مُعانة) وهذا يتوقف على إذا ما كانت الكنيسة ممولة كليًا أو جزئيًا حيث التمويل الجزئي هو الأكثرشيوعاً
وقد إقترح فرانك دوبسون في عام 2002 تعديلًا لقانون التعليم (لإنجلترا وويلز) والذي من شأنه أن يحد من حقوق إنتقاء المدارس الدينية عن طريق إلزامهم بتقديم ما لا يقل عن ربع الأماكن للأطفال الذين لا ينتمون للدين المسيحي أو الذين لا يتبعون ديانة سعياً إلى زيادة الشمولية وتقليل الانقسام الاجتماعي. إلا أن الإقتراح لم يلفت إنتباه أعضاء البرلمان مما أدى إلى رفضه.
وفي عام 2005 قال ديفيد بيل وهو رئيس مكتب المعايير في التعليم «يجب ألا يكون الإيمان أعمى إذ أنني أخشى أن يتم تعليم العديد من الشباب في المدارس الدينية تعليماً تنعكس نتيجته سلبياً على إلتزامهم بالمسؤلية والتزاماتهم الأوسع تجاه المجتمع البريطاني إذ يجب أن تتم مراقبة هذا النمو الإيماني في المدارس الدينية بحذر ولكن بحذر من قبل الحكومة ذات نفسها لضمان حصول الطلبة على فهم الجانبين الإيماني وفهم المعتقدات الأخرى وعقائد أوسع للمجتمع البريطاني وليس الجانب الإيماني فحسب». كما وانتقد المدارس الإسلامية بالذات ووصفها بأنها «تهديد للهوية الوطنية».
وفي تشرين الأول / أكتوبرمن عام 2006، قال الأسقف كينيث ستيفنسون متحدثاً باسم كنيسة إنجلترا «أريد أن أقدم التزاماً محدداً بأن جميع المدارس الكنسية الجديدة في إنجلترا يجب أن تحتوي على 25٪ على الأقل من المقاعد المتاحة للأطفال دون الحاجة والإشتراط لأن يكونوا من معتنقي الديانة المسيحية».ولكن لا يشمل هذا المدارس الموجودة بل يشمل الجديد منها فقط.
وفي أيلول/ سبتمبرمن عام 2007، تم منع أي محاولة تهدف إلى إنشاء أي مدرسة علمية في بريطانيا (غير دينية بل يرتكز تعليمها على المواد الدنيوية العلمية فقط) كما اقترح بول كيلي، مديرمدرسة مونكسيتون الثانوية في مقاطعة تاينسايد، خططاً للقضاء تماماً على الأعمال أو الشعائر التعبيدية اليومية للديانة المسيحية، و«أن يحصل تغيراً جذرياً في العلاقة مع المدرسة والدين الأساسي في البلاد» ألا وهو الدين المسيحي.
وفي نوفمبر 2007، أصبحت (مدرسة كريشنا أفانتي) الهندوسية التي تقع في شمال غرب لندن كأول مدرسة في المملكة المتحدة تشترط دخولالنباتيين فقط للمدرسة. بالإضافة إلى ذلك فيجب أيضاً على آباء الطلبة أن يمتنعوا عن شرب الكحول ليثبتوا أنهم متحلين بالإيمان.
وفي نوفمبر 2007 تمت إدانة المدرسة اليهودية الحرة في شمال لندن بالتمييزوالتحيز والتفرقة بين الطلبة متخذةً الأفضلية للأطفال الذين ولدوا لأمهات من الديانة اليهودية.
وفي كانون الثاني / يناير عام 2008، أثارت لجنة الأطفال والمدارس والأسرالتابعة لمجلس العموم مخاوف بشأن خطط الحكومة لتوسيع نطاق المدارس الدينية.حيث قالت الأمينة العامة لجمعية المعلمين والمحاضرين ماري بوستد «نخشى أن تتفاقم الانقسامات في المجتمع ما لم تكن هناك تغييرات حاسمة في الطريقة التي تدار بها العديد من المدارس الدينية، فمجتمعنا مجتمعٌ متعدد الأديان وعلماني بشكل متزايد أي (يفصل السلطة الدينية عن الحياة اليومية) ومن الصعب معرفة سبب استخدام ضرائبنا لتمويل المدارس التي تفرق وتميز بين عموم الأطفال والموظفين المحتملين فقط لأنها ليست من نفس العقيدة».

### إنجلترا
ويشمل تعليم اللغة الإنجليزية العديد من المدارس المرتبطة بكنيسة إنجلترا والتي من شأنها أن تحدد تعاليم المدرسة أو ما يدرسه الطلبة من منهج فبذلك تصبح عملية إختيار الطلبة أكثرتمييزاً وتفريقاً حيث توجد منافسة على المقاعد الدراسية ويشكل هذا الأسلوب النسبة الأكبرضمن 6955 مدرسة دينية مسيحية في إنجلترا وحدها. كما تحتفظ الكنيسة الكاثوليكية الرومانية بالمدارس وبالإضافة إلى ذلك فهناك 36 مدرسة يهودية، وسبع مدارس مسلمة، ومدرستين من السيخ.إلا أن المدارس تتبع القيم الدينية التي تنتمي إلى المنهج الوطني الذي تتبعه أغلب مدارس الدولة. وتتم مراقبة التعليم الديني في المدارس المنتمية لكنيسة إنجلترا من قبل الأسقفية الأبرشية المحلية ولكنها لا تلتزم عادة بالجدول الزمني مقارنة بالمدارس العلمانية. وعلى الرغم من أنها ليست مدارس حكومية، فهناك حوالي 700 مدرسة تابعة لمنظومة التعليم الديني الإسلامي في بريطانيا إذ يحضرها ما يقرب من 100.000 طفل مسلم. ودعا الدكتور غياث الدين صديقي، وهو رئيس البرلمان الإسلامي في بريطانيا، إلى إخضاعهم للتفتيش الحكومي بعدما تم نشر تقرير عام 2006 والذي بدوره سلط الضوء على الانتهاكات الجسدية والجنسية التي تحدث في تلك المدارس على نطاق واسع. وفي المدارس التطوعية مثل كنيسة إنجلترا والمدارس الكاثوليكية، يُسمح بالتمييز والتفريق ضد المعلمين على أساس معتقداتهم الدينية ودوام الحضور للشعائر الدينية والاستعداد لتقديم التعليم الديني.

### اسكتلندا
تمتلك اسكتلندا نظامها التعليمي الخاص بها الذي يميزها، عن النظام التعليمي لإنجلترا وويلز، والذي يعكس تاريخ التعليم في اسكتلندا. وعلى الرغم من أن المدارس كانت موجودة في اسكتلندا قبل حركة الإصلاح، إلا أن كنيسة اسكتلندا الرسمية كانت رائدة في مجال التعليم العام على نطاق واسع، حيث قامت بتطوير هدفها المتمثل في المدارس الأبرشية العالمية من عام 1560 فصاعدًا، وتم توفير دعم الدولة لها أيضاً بموجب قانون التعليم عام 1633 . وتم تولي مدارس رعيتها من قِبل الدولة في عام 1872. وعلى الرغم من أن هذه المدارس تُعرف الآن باسم المدارس «غير الدينية»، وهي مفتوحة للجميع، إلا أن صلاتها التي تربطها مع الكنائس المشيخية والكنسية الأسقفية ورجال الدين لا تزال موصولة في كل الأحوال.
وبالرغم من قرار دخول المدارس الكاثوليكية الرومانية الممولة بشكل خيري ضمن نظام الدولة بموجب قانون التعليم في (اسكتلندا) لعام 1918 , إلا أن الحفاظ على الروح الكاثوليكية يبقى مطلوباً إذ رحبت المدارس الاسكتلندية الكاثوليكية منذ فترة طويلة بالطلبة الذين لديهم معتقدات دينية أخرى غير المسيحية ومع ذلك فإنها تميل إلى إعطاء الأسبقية لغير الكاثوليك الذين يأتون من عائلات متدينة وملتزمة ولكن في المدارس الكاثوليكية الاسكتلندية يمكن أن تضيق وتقيد الكنيسة توظيف الكاثوليك عموماً أو المتشددون من الكاثوليك خاصةً إذ يعد امتلاك شهادة موقعة وموثقة من قِبل كاهن أبرشي، شرطاً للتوظيف. وتختلف كل أسقفية أبرشية في منهجية الموافقة والدقة ومدى الصرامة التي تُطبق،  ولا يتطلب من المتقدمين المنتمين لطائفة غير الكاثوليك تقديم أي وثائق دينية. ويعدُ شغل مناصب معينة، مثل مديري المدارس ومعلمي التربية الدينية والمرشدين أمراً متوقفاً لأتباع الكنيسة الرومانية الكاثوليكية.
وعلى عكس المأخوذ في مدارس إنجلترا وويلز، فإن مدارس اسكتلندا لا تعترف بالتجمع لأداء الشعائر الدينية اليومية داخل المدرسة وهذا ليس متوقفاً فقط على المدارس الغير دينية بل ينطبق أيضاً حتى على المدارس الطائفية الدينية.

## الولايات المتحدة الأميريكة وكندا

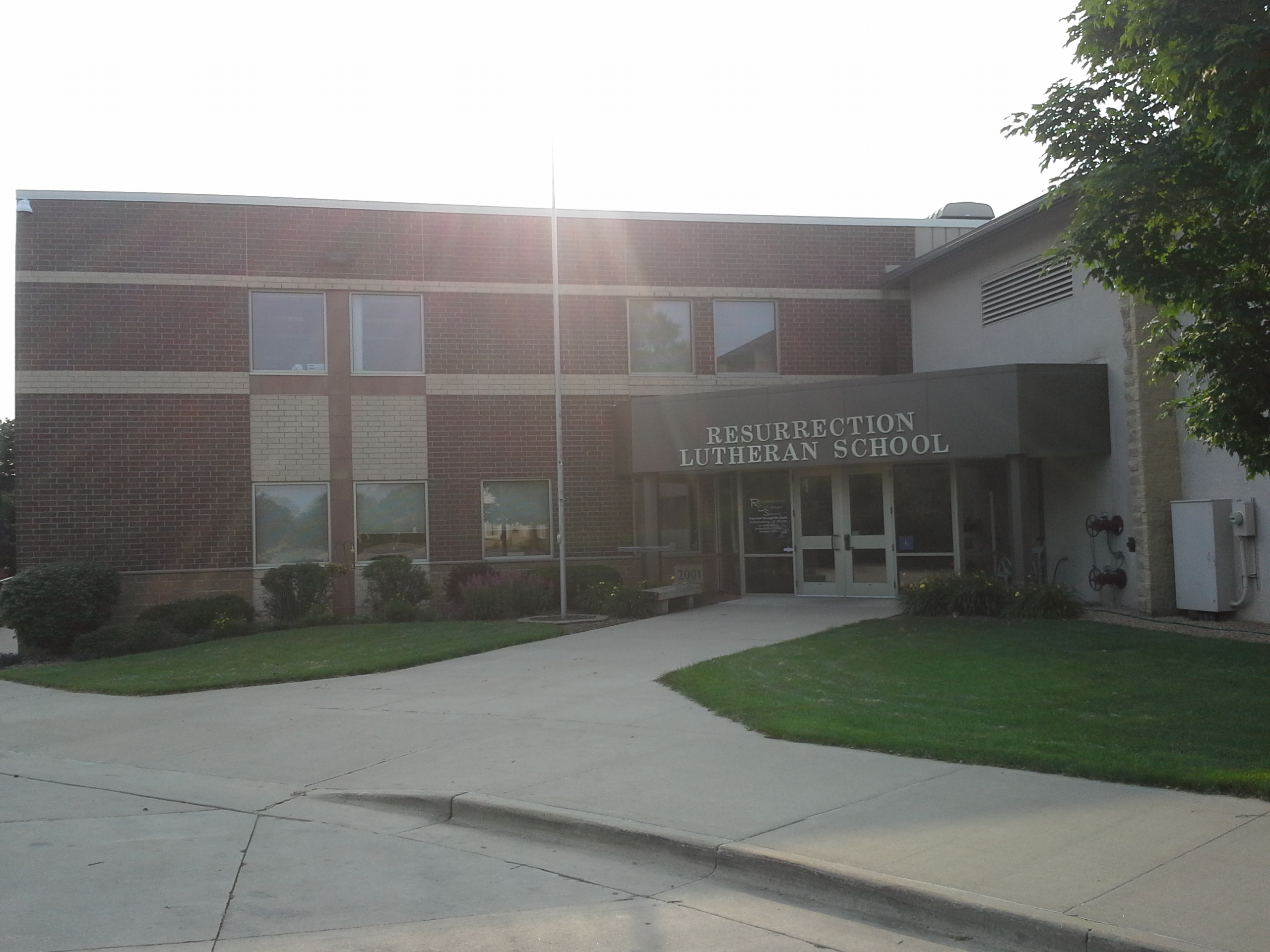
مدرسة القيامة اللوثرية وهي مدرسة ضيقة من مجمع ويسكونسن الإنجيلية اللوثرية ويرمز لها (WELS) في مقاطعة روتشستر ، مينيسوتا. ويعد نظام المدارس (WELS) هو رابع أكبر نظام للمدارس خاصة في الولايات المتحدة.

و على مر التاريخ فقد كانت معظم المدارس الأمريكية المنتمية للأسقفية الأبرشية مدارس كاثوليكية إذ تكون في الغالب مدارس ابتدائية ملحقة بأبرشية محلية، وكذلك المدارس التي تديرها طائفة السبتيون، الأسقفية، اللوثرية، الكالفينيين واليهود الأرثوذكس.و في السنوات الاخيرة تم تأسيس الآلاف من المدارس المسيحية الأصولية وخاصة في الجنوب، وعلى الرغم من أنها لا تسمى عادةً «مدارس أبرشية» وبالإضافة إلى هذا فإن المينونيين المحافظين، والأميش، والمينونايت ذات العهد القديم يديرون مدارسهم الخاصة إذ ينص العهد القديم على أن مدارسهم تعد تابعة «للأسقفية الأبرشية». وتأخذ العديد من المدارس المسيحية الأصولية منهجها من كتاب Beka أو مايسمى بكتاب «البقاع» ومن مطبعة جامعة بوب جونز.
ولا تزال أيضًا المدارس الإعدادية الكاثوليكية الخاصة موجودة وليس بالضرورة أن تكون مرتبطة بالأسقفية الأبرشية ولكن غالبًا ما تفضل هذه المدارس مثل تلك الموجودة في ولاية فيلادلفيا، أن يشار إليها باسم «المدارس الكاثوليكية الخاصة» وذلك ليتم تمييز نظامها عن بقية نظام المدارس التابعة للأسقفية الأبرشية. ويتم تمويل المدارس الكاثوليكية بشكل عام في بعض المقاطعات الكندية خصوصاً في مقاطعة أونتاريو حيث يتم التمويل إلى المستوى أو الصف الدراسي الثاني عشر.
وتكون المدارس التابعة للأسقفية الأبرشية مفتوحة بشكل عام لجميع الأطفال الذين ينتمون للأسقفية الأبرشية وهذا ما ورد في نظام المدارس الأبرشية الكاثوليكية وبالتالي تعمل أنظمة المدارس الأبرشية كشبكات تعليمية شبه عامة، إلى جانب الأنظمة المدرسية الحكومية، ولكن الفرق الرئيسي هو أن الأنظمة الأبرشية مدعومة إلى حد كبير بالمنح والتبرعات للأسقفية الأبرشية بينما يتم تمويل المدارس الحكومية من الضرائب.وفي كثير من الأحيان تساهم الأبرشية الكاثوليكية أو الأبرشية الغيركاثوليكية، مثل تلك الموجودة في كلاً من ولاية بوسطن وفيلادلفيا وشيكاغو بدور أكبر في إدارة المدارس التابعة للأسقفية الأبرشية ضمن ولايتها القضائية. وعادةً ما تكون تكاليف الطلبة الملتحقين بالمدرسة الأبرشية أكثر كلفةً من الطلبة الملتحقين بالمدارس الحكومية مما يضطرهم إلى تحمل نفقتها على حسابهم الخاص. وعلى الرغم من أن حضور الأبناء في الفصل الدراسي أكثر كلفةً للآباء، إلا أن معلمي المدارس الأبرشية بشكل عام يتقاضون أجراً أقل من معلمي المدارس الحكومية. فعلى سبيل المثال، في عام 1998، تقاضى معلمي المدارس الأبرشية أجراً أقل بنسبة 45٪ من معلمي المدارس الحكومية.
ويدير مجمع ويسكونسن الإنجيلي اللوثري والذي يرمز له بالرمز (WELS), نظام مدارس تابعة للأسقفية الأبرشية على نطاق واسع. ويعد نظام المدارس (WELS) وهو رابع أكبر نظام مدارس خاصة في الولايات المتحدة الأميريكية.

### التاريخ
يمكن تقسيم التطور والإستحداث التي تشهده أنظمة المدارس الأبرشية الكاثوليكية الأمريكية إلى ثلاث مراحل. وتعد المرحلة الأولى هي ظهور المدارس الأبرشية خلال الفترة الأولى من الأعوام (1750–1870)، إذ كان أول ظهور لها نتيجةً لجهود مبذولة من جانب الأسقف الأبرشية، وكان معظم الأطفال الكاثوليك يرتادون المدارس الحكومية.ويعد أول ظهور للمرحلة الثانية هو خلال الفترة الثانية من الأعوام (1870–1910) حيث عهدت المؤسسة ذات التسلسل الهرمي الكاثوليكي بإلتزام بإنشاء نظام مدرسة كاثوليكية بشكل منفصل، إذ تميل هذه المدارس الأبرشية لأن تكون مثل أبرشيات المدن الكبيرة من حولها، المتجانسة عرقياً فعلى سبيل المثال لن يتم إرتياد طفل (ألماني) أو (ليتواني) لمدرسة أيرلندية أو العكس وقد كان التدريس باللغة المحلية القديمة هو الأكثر شيوعاً. ويعد أول ظهور للمرحلة الثالثة خلال الفترة الثالثة من الأعوام (1910-1945) إذ تم تحديث التعليم الكاثوليكي ليصبح معاصراً ونموذجياً بعد أنظمة المدارس الحكومية، وتم التأكيد على الإنتماء العرقي في العديد من المجالات. وكان هناك إندفاع للمعلمين والإداريين والطلاب من نظام إلى آخر في بعض المدن ذات الكثافة السكانية الكاثوليكية الكبيرة (مثل شيكاغو وبوسطن).
وبالإضافة إلى أتباع الكنيسة الكاثوليكة فقد بدأ اللوثريون الألمان والهالفينيون الهولنديون أيضًا مدارس أبرشية، كما فعل اليهود الأرثوذكس من قبلهم.
واعتبارًا من حوالي عام 1876، أبرمت تسع وثلاثون ولاية من أصل خمسون ولاية، تعديلًا دستوريًا لدساتير ولاياتها، والتي سُميت«تعديلات بلين»، والتي نصت على حظر استخدام أموال الضرائب لتمويل المدارس التابعة للأسقفية الأبرشية. وفي عام 2002، أيدت المحكمة العليا للولايات المتحدة قانون ولاية أوهايو الذي يسمح بالمساعدة فقط في ظل ظروف محددة.
وفي عام 1920، حظرت ولاية أوريغون جميع المدارس غير الحكومية بسبب محاولاتهم لقمع المدارس الأبرشية، ولكن في عام 1925 أسقطت المحكمة العليا القانون التابع (لبيرس، حاكم ولاية أوريغون، وآخرون ضد جمعية راهبات الأسماء المقدسة ليسوع ومريم)والمسمى باللغة الإنكليزية (Pierce v) بسبب الجدل القائم حول شرعية المدارس الأبرشية. وفي ديسمبرعام 2018، أشار إد ميخمان وهو مدير السياسة العامة في الأبرشية الرومانية الكاثوليكة في نيويورك ، إلى أن اللوائح التنظيمية الجديدة من إدارة التعليم بولاية نيويورك «ستعطي مجالس المدارس المحلية سُلطة تكان أن تكون مطلقة على المدارس الدينية الخاصة. إذ لا توجد حماية ضد المسؤولين الحكوميين المعادين للمدارس الدينية أو الذين يريدون فقط القضاء على المنافسة».

## الإمبراطورية الروسية
المدارس الأبرشية وهي (بالروسية: приходские училища)‏ حيث كانت المدرسة الأبرشية نظام التعليم الابتدائي في الإمبراطورية الروسية التي كانت جزءًا أساسياً من وزارة التنوير الوطني التعليمي).وتم إدخال المدارس الأبرشية في عام 1804 بعد حركة الإصلاح التربوية للمدارس الابتدائية.ولكن قبل ذلك، كانت في روسيا مدارس حسابية وكانت جزءًا من التعليم الابتدائي.
وبالإضافة إلى المدارس الأبرشية العادية، فقد كان هناك أيضًا نظام متطور جداً للمدارس الكنسية الأبرشية التابعة للكنيسة الأرثوذكسية الروسية والذي تم إدراجه أيضًا في عام 1804.
وتم تمويل كلاً من المدارس والكنائس الأبرشية تمويلاً مادياً جيداً من قِبل الحكومة الروسية. 

## الفلبين
ومنذ العصر الإسباني فقد كانت المدارس الكاثوليكية تديرها بشكل تقليدي،الكنيسة الكاثوليكية ومعاهدها الدينية المختلفة (مثل معهد اليسوعيين).
وفي الوقت الراهن، بينما تتم إدارة العديد من المدارس الأبرشية من قِبل الأسقفيات الأبرشية المحلية إلا أن بعض المدارس الدينية الكاثوليكية تدار من قِبل أسقفيات أبرشية أيضاً أومؤسسات كنسية دينية.

### مترو مانيلا
وفي أبرشية مانيلا الكاثوليكية والأبرشيات المساعدة والتابعة لها أيضاً، يتم الإشراف على المدارس الأبرشية من قِبل رابطة المدارس الأبرشية وأبرشية مانيلا والشركات الفرعية التابعة لها مثل الأبرشية التعليمية لنظام كوباو ورابطة المدارس الأبرشية في نوفاليتش إذ يشرف على هذه المنظمات مؤتمر الأساقفة الكاثوليك في الفلبين من خلال اللجنة الأسقفية للتعليم المسيحي.

## الهند
وفي الهند، تحتل المؤسسات التعليمية الكاثوليكية المرتبة الثانية من حيث عدد المدارس تدار بواسطة الحكومة. من أصل 14،539مؤسسة تعليمية. وبينما يتم تعقب المدارس على الصعيد المركزي من قِبل مجلس الأساقفة الكاثوليك في الهند، إلا أنها تخضع لسيطرة الأسقفية الأبرشية التي تقع فيها. وهناك 13004 مدرسة كاثوليكية ابتدائية وثانوية و 243 مدرسة خاصة و 448 كلية كاثوليكية و 534 معاهد تقنية.

## الهوامش
1. ↑  كنيسة إنجلترا
2. ↑  "Faith school rebels defeated". BBC News. 7 فبراير 2002. مؤرشف من الأصل في 2005-09-24.
3. ↑  Tony Halpin (18 يناير 2005). "Islamic schools are threat to national identity". ذا تايمز. مؤرشف من الأصل في 2020-04-24.
4. ↑  Alexandra Smith (3 أكتوبر 2006). "Church promises school places to non-Christians". The Guardian. مؤرشف من الأصل في 2008-04-12.
5. ↑  Polly Curtis (29 نوفمبر 2007). "Hindu school is first to make vegetarianism a condition of entry". The Guardian. مؤرشف من الأصل في 2008-07-20.
6. ↑  Polly Curtis (28 نوفمبر 2007). "Jewish school told to change admission rules". The Guardian. مؤرشف من الأصل في 2008-02-10.
7. ↑  Anthea Lipsett and agencies (2 يناير 2008). "MPs to voice concerns over faith schools". The Guardian. مؤرشف من الأصل في 2008-07-25.
8. ↑  Alexandra Smith (22 مارس 2006). "Call for national register of mosque schools". The Guardian. مؤرشف من الأصل في 2008-07-20.
9. ↑  "Faith Schools: FAQs" (PDF). House of Commons Library. 8 سبتمبر 2014. مؤرشف من الأصل (PDF) في 2020-05-11. اطلع عليه بتاريخ 2014-12-13.
10. ↑  Gordon Cairns (4 ديسمبر 2007). "My lack of faith stopped me being accepted". The Guardian. مؤرشف من الأصل في 2008-07-06.
11. ↑  Parsons، Paul F (1988). Inside America's Christian Schools. Mercer University Press. ص. 42. ISBN:978-0-86554-303-4. مؤرشف من الأصل في 2020-04-24.
12. ↑  Catholic School Teachers Tempted By Public School Wages نسخة محفوظة 27 نوفمبر 2018 على موقع واي باك مشين.
13. ↑  Steven Greenhouse (8 أغسطس 1999). "Teachers' Pay: Adding Up the Impact of Raising Salaries". myshortpencil.com. مؤرشف من الأصل في 2018-11-26.
14. ↑  Hunt، T.؛ Carper، J. (2012). The Praeger Handbook of Faith-Based Schools in the United States, K-12, Volume 1. ABC-CLIO. ص. 177. ISBN:0313391394.
15. ↑  Lazerson (1977)
16. ↑  "Zeman vs Simmon-Harris, US Supreme Court certoriari 00-1751". findlaw.com. 27 يونيو 2002. مؤرشف من الأصل في 2009-12-05.
17. ↑  Morrison, Micah (28 يناير 2019). "New York's War on Religious Education". Judicial Watch. مؤرشف من الأصل في 2019-04-24.
18. ↑  Zubkov, I. Parochial schools (ПРИХОДСКИ́Е УЧИ́ЛИЩА). Great Russian Encyclopedia. نسخة محفوظة 12 أبريل 2019 على موقع واي باك مشين.
19. ↑  Zubkov, I. Primary school (НАЧА́ЛЬНАЯ ШКО́ЛА). Great Russian Encyclopedia. نسخة محفوظة 12 أبريل 2019 على موقع واي باك مشين.
20. 1 2  Protohierarch Vladislav Tsypin. Church Parochial School (ЦЕРКО́ВНО-ПРИХОДСКИ́Е ШКО́ЛЫ). Great Russian Encyclopedia. نسخة محفوظة 12 أبريل 2019 على موقع واي باك مشين.

### الولايات المتحدة الأمريكي
- Lazerson, Marvin. "Understanding American Catholic Educational History," History of Education Quarterly 1977 17(3): 297-317 in JSTOR
- Perko, F. Michael. "Religious Schooling In America: An Historiographic Reflection," History of Education Quarterly 2000 40(3): 320-338 in JSTOR
- Raiche, C.S.J., Annabelle, and Ann Marie Biermaier, O.S.B. They Came to Teach: The Story of Sisters Who Taught in Parochial Schools and Their Contribution to Elementary Education in Minnesota (St. Cloud, Minnesota: North Star Press, 1994)271pp.
- Walch, Timothy. Parish School: American Catholic Parochial Education from Colonial Times to the Present, (New York: Crossroad, 1996) 301 pp.

## روابط خارجية
- دليل المدرسة الوطنية الضيقة (الولايات المتحدة)
- الجارديان ، 23 أغسطس 2005، «ثلثا يعارضون المدارس الدينية المساعدة» في المملكة المتحدة